# Oorsilene-uil
De oorsilene-uil (Hadena irregularis) is een nachtvlinder uit de familie van de nachtuiltjes. De vlinder heeft een spanwijdte van 32 tot 36 millimeter.
De waardplanten van deze vlinder zijn oorsilene en gipskruid. Van deze planten worden door de rupsen de zaden gegeten. De vlinders bezoeken de bloemen, ook voor nectar.
In Nederland is de vlinder zeer zeldzaam en is alleen bekend van het zeedorpenlandschap rond Egmond aan zee. In België komt de soort niet voor en ook in de omringende landen is de soort zeldzaam.
De vliegtijd loopt van mei tot en met begin augustus. De rupsen zijn in juli en augustus in of rond de waardplant te vinden.